# Hudson Country Club Six

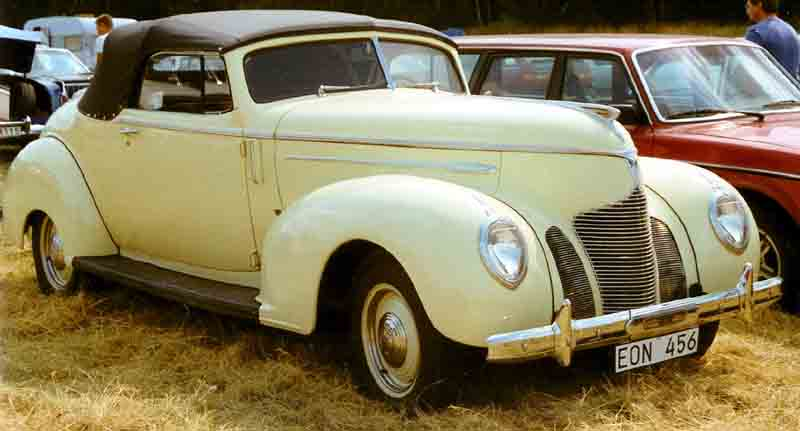
Hudson Country Club Six Cabriolet Modell 93 (1939)

Der Hudson Country Club Six bezeichnet eine Serie von Sechszylinder-Automobilen, die die Hudson Motor Car Co. in Detroit von 1939 bis 1940 fertigte. Diese Wagen verbanden Chassis und Erscheinungsbild des größeren Modells Hudson Country Club Eight mit der Technik der kleineren Modelle Pacemaker und Six.
Das Fahrgestell hatte einen Radstand von 3099 mm (Modell 93) und war mit einem Sechszylinder-Reihenmotor mit seitlich stehenden Ventilen, 3474 cm³ Hubraum (Bohrung × Hub = 76,2 mm × 127 mm) und einer Leistung von 96 bhp (70,6 kW) bei 3900 min−1. Über eine Einscheiben-Ölbadkupplung wurde die Motorkraft an ein Dreiganggetriebe (mit Lenkradschaltung) und dann an die starre Hinterachse weitergeleitet. Die hydraulischen Trommelbremsen wirkten auf alle vier Räder. Eine automatische Kupplung und ein halbautomatisches Vorwahlgetriebe waren als Sonderausstattung verfügbar.
Es gab unterschiedlichste Aufbauten, meist mit 2 Türen. Aber auch eine 4-türige Limousine war lieferbar.
1940 hatte der Country Club Six, wie alle Hudson-Modelle, das Erscheinungsbild des Hudson Super Six übernommen: Das Modell 43 hatte einen Kühlergrill mit horizontalen Stäben, der die gesamte Fahrzeugbreite einnahm, und weiterhin in die Kotflügel integrierte Hauptscheinwerfer. Der Radstand betrug nun 3175 mm.
Der Sechszylindermotor mit unverändertem Hubraum leistete nun 102 bhp (75 kW) bei 4000 min−1. Als Aufbauten wurden nur 4-türige Limousinen mit 6 oder 8 Sitzplätzen angeboten.
1941 entfiel der Country Club Six ersatzlos.